# Anatole Sixte-Quenin
Anatole Sixte-Quenin est un homme politique français né le 3 juillet 1870 à Arles (Bouches-du-Rhône) et décédé le 27 septembre 1957 à Arles.

## Biographie

### Jeunesse et études
Anatole Sixte-Quenin est le septième enfant d’une famille qui en comptait neuf. Son père, Jacques Quenin, était maréchal-ferrant à Fontvieille, et militant royaliste. Sa mère, beaucoup plus jeune, épouse d’un second mariage, de famille arlésienne.
Son père décédant lorsqu'il a douze ans, Sixte-Quenin doit cesser ses études, muni du certificat d’études primaires, alors qu'il avait été un brillant élève des Frères des Écoles chrétiennes.

### Parcours professionnel
Employé de commerce, il est militant socialiste, adhérant en 1893 et structurant cette mouvance à Arles. 
Adjoint au maire d'Arles en 1900, il est maire de 1934 à 1936. Il est député SFIO des Bouches-du-Rhône de 1910 à 1919 et de 1928 à 1936. Il collabore également à de nombreux journaux socialistes, dont L'Humanité. En 1920, il prend la tête du Populaire, l'organe de presse de la SFIO, L'Humanité étant contrôlée par les communistes.

## Sources
- « Anatole Sixte-Quenin », dans le Dictionnaire des parlementaires français (1889-1940), sous la direction de Jean Jolly, PUF, 1960 [détail de l’édition]